# Papa Adeodato I
Adeodato I (in latino: Deusdedit o Adeodatus; Roma, ... – Roma, 8 novembre 618) è stato il 68º papa della Chiesa cattolica dal 19 ottobre 615 fino alla sua morte. Secondo la tradizione fu il primo papa ad usare i sigilli in piombo (bullae) sui documenti papali, che con il tempo presero il nome di "bolle papali".

## Biografia

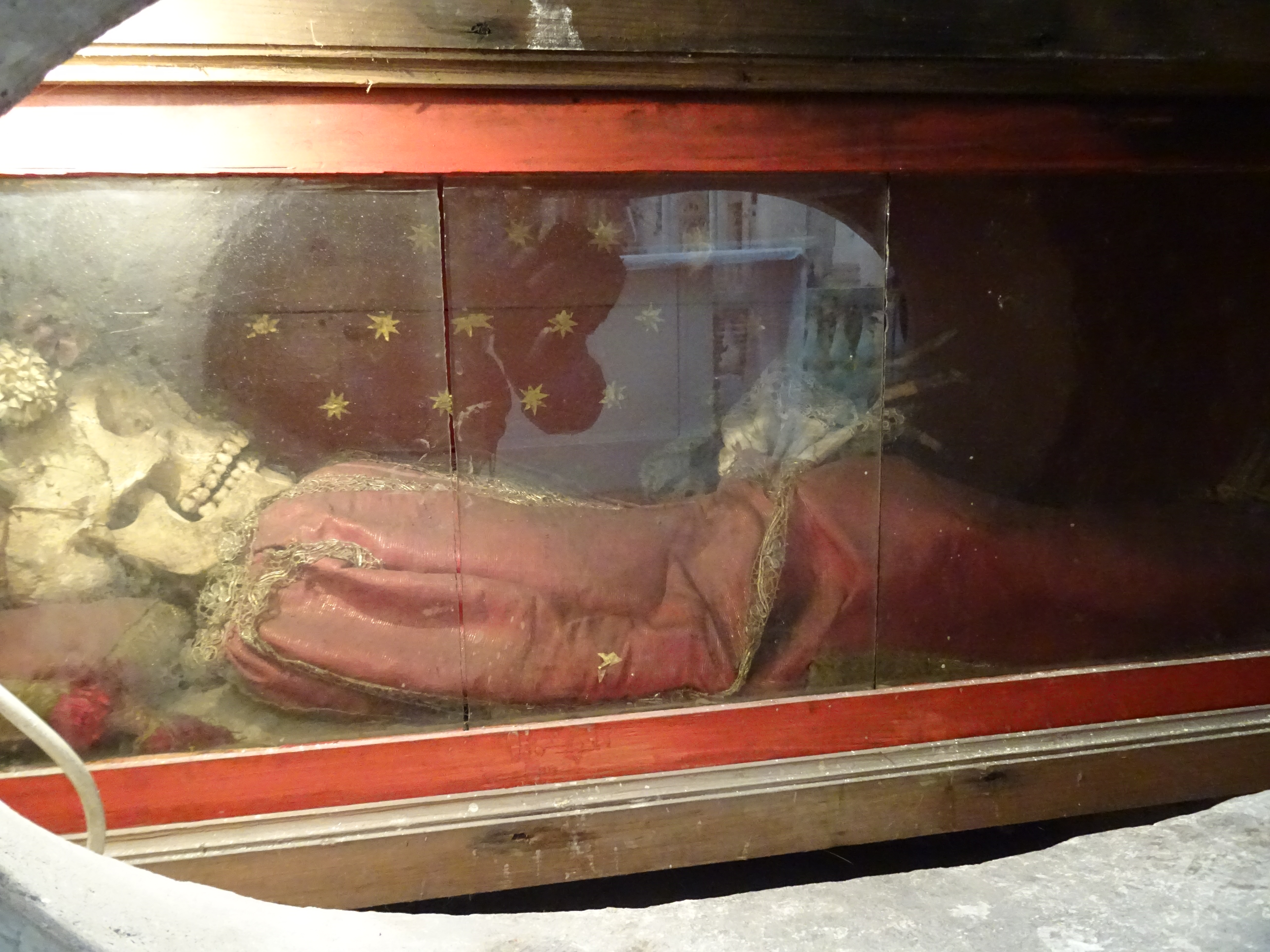
Il corpo santo di papa Adeodato nella chiesa di San Bartolomeo di Valnogaredo

Nacque a Roma, figlio di un suddiacono di nome Stefano. Al momento dell'elezione pontificale (per il cui beneplacito imperiale dovette comunque attendere cinque mesi) Adeodato era già prete da quarant'anni. Secondo la tradizione, non suffragata da prove certe, si sarebbe fatto monaco benedettino prima di divenire papa. Adeodato fu scelto dal partito che si opponeva alla politica filo-monastica di papa Gregorio I (590-604) e di papa Bonifacio IV (608-615). Il Liber pontificalis registra con molta soddisfazione che «...egli amava molto il clero...» e che «...preferiva promuovere alle cariche ecclesiastiche dei sacerdoti anziché dei monaci». Ordinò quindi quattordici preti, i primi ordinati dopo la morte di Gregorio I. Inoltre istituì per il clero un ufficio da recitarsi alla sera, a somiglianza di quello del mattino.
Ma a parte queste notizie, del suo pontificato di poco più di tre anni si sa solo che Roma fu colpita da un terremoto, da un'epidemia di scabbia e da una grave rivolta delle truppe bizantine in Italia, scontente per i mancati pagamenti, a seguito della quale furono massacrati l'esarca Giovanni I Lemigio e altri funzionari governativi di Ravenna. Adeodato rimase comunque fedele all'imperatore Eraclio (610-641) durante tutta la sollevazione e diede un caloroso saluto al nuovo esarca, Eleuterio, quando questi visitò Roma prima di recarsi a Ravenna a reprimere la rivolta. Presto però anche Eleuterio abbracciò la ribellione contro il governo bizantino, ma durante la marcia verso Roma fu ucciso dalle sue stesse truppe.
L'epitaffio di Adeodato, composto da papa Onorio I, lo descrive semplice, pio, saggio e accorto. Sul letto di morte lasciò un'indennità al suo clero, l'equivalente di un anno di paga per ciascuno, come dono per la partecipazione ai suoi funerali. Morì l'8 novembre 618, e venne sepolto nella basilica di San Pietro in Vaticano. Nel XVII secolo il corpo fu traslato nella chiesa di San Bartolomeo a Valnogaredo, frazione di Cinto Euganeo, su volere di papa Innocenzo XII.

## Culto
Papa Adeodato I è venerato come santo dalla Chiesa cattolica e dalle Chiese ortodosse, e la sua memoria liturgica cade l'8 novembre. Il martirologio romano così lo ricorda:
« 8 novembre - A Roma presso san Pietro, san Deusdédit I, papa, che amò il suo clero e il suo popolo e fu insigne per semplicità e saggezza. »